# 12-я отдельная истребительная авиационная эскадрилья ВВС Балтийского флота
12-я отдельная истребительная авиационная эскадрилья ВВС Балтийского флота — воинское подразделение вооружённых сил  СССР в Великой Отечественной войне.

## История
Сформирована в октябре 1936 года, за счёт личного состава Черноморского флота, была вооружена самолётами И-5.
Принимала участие в Зимней войне.
На 22 июня 1941 года базируется на аэродроме Липово под Ленинградом, имея в составе 30 И-153, 1 УТ-2, 2 УТ-1, 3 У-2.
В составе действующей армии во время ВОВ с 22 июня 1941 по 1 ноября 1943 года.
С 22 июня 1941 года выполняет боевую задачу в виде барражирования звеньями над Лавенсаари и временной базой флота Лужской губой.
Уже 26 июня 1941 года эскадрилья в составе 24 И-153 перебазировалась на аэродром Кагул на острове Сааремаа и включена в состав авиагруппы БОБР. Там эскадрилье были приданы 28 И-15. Действует в районе островов Моонзундского архипелага. Первый самолёт Ju-88 был сбит эскадрильей 7 июля 1941 года над Ирбенским проливом. В августе 1941 года прикрывает взлёт и посадку бомбардировщиков ДБ-3 из сводной группы ВВС Балтийского флота, совершающих налёты на Берлин.
18 сентября 1941 года эскадрилья, понёсшая потери, имея в составе 5 И-153, 2 И-16 и 1 УТ-1 перебазировалась на полуостров Церель, технический состав 27 сентября 1941 года эвакуирован на аэродром Гора-Валдай на Ораниенбаумском плацдарме. 5 октября 1941 года оставшийся лётный состав без самолётов с полуострова эвакуирован самолётом ПС-84 на аэродром Комендантский.
В январе 1942 года в полном составе отбыла в Саранск, где получила новые самолёты И-16.
С 29 марта 1942 года эскадрилья действовала с аэродромов Приютино, затем Новая Ладога на подступах к Ленинграду, сопровождая штурмовики, прикрывая корабли флота и военно-морскую базу Кронштадт имея на вооружении самолёты И-16.
20 апреля 1942 года эскадрилья сдала оставшиеся самолёты и была выведена в Богослово для изучения самолётов МиГ-3.
С 17 июня 1942 года, перебазировавшись на аэродром Борки, патрулирует над районом Ораниенбаум — Кронштадт — маяк Шепелев. 7 июля 1942 года перебазировалась на аэродром Гражданка с основной задачей прикрытия действий базировавшегося там же 57-го пикировочно-штурмового авиационного полка. 7 августа 1942 года перебазировалась на аэродром Выстав на прикрытие коммуникаций Ладоги, складов и сооружений Кобоны. К 16 сентября 1942 года в эскадрилье осталось лишь два исправных МиГ-3 и часть была пополнена самолётами И-16 из 71-го истребительного полка. Осень 1942 года прикрывает Ладожское озеро.
14 января 1943 года эскадрилья перебазировалась на аэродром Левашово, принимает участие в прорыве блокады Ленинграда и в последующих боевых действиях восточнее и юго-восточнее Ленинграда, так, 23 января 1943 года вылетает на прикрытие войск в районе Синявино.
24 апреля 1943 года эскадрилья сдала оставшиеся МиГ-3 в 11-й истребительный авиационный полк ВВС Балтийского флота и отбыла на переформирование в Богослово. После переформирования прибыла на аэродром Гора-Валдай на Ораниенбаумском плацдарме.
1 ноября 1943 года на базе эскадрильи развёрнут 12-й истребительный авиационный полк ВВС Балтийского флота трёхэскадрильного состава.

## Полное наименование
12-я отдельная истребительная авиационная Краснознамённая эскадрилья ВВС Балтийского флота

## Подчинение
| Дата            | Флот            | Армия | Корпус | Дивизия (бригада)                                             | Примечания |
| --------------- | --------------- | ----- | ------ | ------------------------------------------------------------- | ---------- |
| 22.06.1941 года | Балтийский флот | -     | -      | -                                                             | -          |
| 01.07.1941 года | Балтийский флот | -     | -      | Авиагруппа Береговой обороны Балтийского района               | -          |
| 10.07.1941 года | Балтийский флот | -     | -      | Авиагруппа Береговой обороны Балтийского района               | -          |
| 01.08.1941 года | Балтийский флот | -     | -      | 61-я истребительная авиационная бригада ВВС Балтийского флота | -          |
| 01.09.1941 года | Балтийский флот | -     | -      | 61-я истребительная авиационная бригада ВВС Балтийского флота | -          |
| 01.10.1941 года | Балтийский флот | -     | -      | 61-я истребительная авиационная бригада ВВС Балтийского флота | -          |
| 01.11.1941 года | Балтийский флот | -     | -      | 61-я истребительная авиационная бригада ВВС Балтийского флота | -          |
| 01.12.1941 года | Балтийский флот | -     | -      | 61-я истребительная авиационная бригада ВВС Балтийского флота | -          |
| 01.01.1942 года | Балтийский флот | -     | -      | 61-я истребительная авиационная бригада ВВС Балтийского флота | -          |
| 01.02.1942 года | Балтийский флот | -     | -      | 61-я истребительная авиационная бригада ВВС Балтийского флота | -          |
| 01.03.1942 года | Балтийский флот | -     | -      | 61-я истребительная авиационная бригада ВВС Балтийского флота | -          |
| 01.04.1942 года | Балтийский флот | -     | -      | 61-я истребительная авиационная бригада ВВС Балтийского флота | -          |
| 01.05.1942 года | Балтийский флот | -     | -      | 61-я истребительная авиационная бригада ВВС Балтийского флота | -          |
| 01.06.1942 года | Балтийский флот | -     | -      | 61-я истребительная авиационная бригада ВВС Балтийского флота | -          |
| 01.07.1942 года | Балтийский флот | -     | -      | 61-я истребительная авиационная бригада ВВС Балтийского флота | -          |
| 01.08.1942 года | Балтийский флот | -     | -      | 61-я истребительная авиационная бригада ВВС Балтийского флота | -          |
| 01.09.1942 года | Балтийский флот | -     | -      | 61-я истребительная авиационная бригада ВВС Балтийского флота | -          |
| 01.10.1942 года | Балтийский флот | -     | -      | 61-я истребительная авиационная бригада ВВС Балтийского флота | -          |
| 01.11.1942 года | Балтийский флот | -     | -      | 61-я истребительная авиационная бригада ВВС Балтийского флота | -          |
| 01.12.1942 года | Балтийский флот | -     | -      | 61-я истребительная авиационная бригада ВВС Балтийского флота | -          |
| 01.01.1943 года | Балтийский флот | -     | -      | 61-я истребительная авиационная бригада ВВС Балтийского флота | -          |
| 01.02.1943 года | Балтийский флот | -     | -      | 61-я истребительная авиационная бригада ВВС Балтийского флота | -          |
| 01.03.1943 года | Балтийский флот | -     | -      | 61-я истребительная авиационная бригада ВВС Балтийского флота | -          |
| 01.04.1943 года | Балтийский флот | -     | -      | 61-я истребительная авиационная бригада ВВС Балтийского флота | -          |
| 01.05.1943 года | Балтийский флот | -     | -      | 61-я истребительная авиационная бригада ВВС Балтийского флота | -          |
| 01.06.1943 года | Балтийский флот | -     | -      | 61-я истребительная авиационная бригада ВВС Балтийского флота | -          |
| 01.07.1943 года | Балтийский флот | -     | -      | 61-я истребительная авиационная бригада ВВС Балтийского флота | -          |
| 01.08.1943 года | Балтийский флот | -     | -      | 61-я истребительная авиационная бригада ВВС Балтийского флота | -          |
| 01.09.1943 года | Балтийский флот | -     | -      | 61-я истребительная авиационная бригада ВВС Балтийского флота | -          |
| 01.10.1943 года | Балтийский флот | -     | -      | 61-я истребительная авиационная бригада ВВС Балтийского флота | -          |
| 01.11.1943 года | Балтийский флот | -     | -      | 61-я истребительная авиационная бригада ВВС Балтийского флота | -          |

## Командиры
- Денисов, Алексей Александрович, майор, 1937 - 06.1941
- Кудрявцев В.И., майор, подполковник, c 22.06.1941
- Смирнов, Пётр Петрович, старший лейтенант, август 1941  - 08.01.1942, погиб
- Рождественский, Виктор Александрович, майор, 29.03.1942 - 16.09.1942, погиб
- Костылев, Георгий Дмитриевич, капитан, 10.10.1942 - 24.01.1943
- Мироненко, Александр Алексеевич, 25.01.1943 - 06.06.1943
- Беляев, Сергей Сергеевич, капитан, 06.06.1943 - 01.11.1943

## Награды и наименования
| Награда (наименование) | Дата       | За что получена        |
| ---------------------- | ---------- | ---------------------- |
| Орден Красного Знамени | 21.04.1940 | участие в Зимней войне |

## Отличившиеся воины эскадрильи
| Награда | Ф.И.О.                         | Должность                                             | Звание            | Дата награждения | Примечания                                                    |
| ------- | ------------------------------ | ----------------------------------------------------- | ----------------- | ---------------- | ------------------------------------------------------------- |
|         | Гузов П.Ф.                     | лётчик                                                | старший лейтенант | -                | совершил два тарана: 14.01.1941 над островом Моон и 9.04.1942 |
|         | Денисов, Алексей Александрович | командир эскадрильи                                   | майор             | 21.04.1940       | -                                                             |
|         | Нефёдов, Анатолий Иванович     | командир отряда                                       | старший лейтенант | 21.04.1940       | -                                                             |
|         | Шувалов, Сергей Михайлович     | помощник командира эскадрильи по комсомольской работе | лейтенант         | 21.04.1940       | -                                                             |